# Sønderborg
Sønderborg este un oraș în Danemarca.